# Vincent Valentine Egwuchukwu Ezeonyia
Vincent Valentine Egwuchukwu Ezeonyia (Uke, 5 aprile 1941 – 8 febbraio 2015) è stato un vescovo cattolico nigeriano.

## Biografia
Vincent Valentine Egwuchukwu Ezeonyia nacque il 5 aprile 1941 a Uke, città del Idemili North nello stato di Anambra, primogenito di una devota famiglia cattolica con sei figli. Dopo gli studi primari a Uke, sentita la vocazione religiosa, chiese di poter accedere al seminario maggiore di Ihiala nel 1951.
Fu ordinato presbitero per la Congregazione dello Spirito Santo il 3 agosto 1968 dal futuro cardinale Francis Arinze. Dopo l'ordinazione sacerdotale, fu nominato parroco nell'Ohaji/Egbema e in seguito cappellano della St. Peter's Catholic Chaplaincy della University of Nigeria di Nsukka.
Il 2 aprile 1990 papa Giovanni Paolo II con la bolla Praeteritis quidem eresse la nuova diocesi di Aba, nominandolo primo vescovo. Ricevette l'ordinazione episcopale il 1º luglio successivo per imposizione delle mani dell'arcivescovo Paul Fouad Naïm Tabet.
Resse la diocesi per 24 anni e mezzo, spendendosi per la crescita spirituale e sostanziale della comunità, lasciando nella memoria collettiva il ricordo di un pastore zelante e prodigo di attenzioni per il prossimo, pilastro ed edificatore della nuova diocesi. Morì improvvisamente dopo una breve malattia l'8 febbraio 2015, all'età di 73 anni. Venne sepolto nella cattedrale di Cristo Re.

## Genealogia episcopale
La genealogia episcopale è:
- Patriarca Youhanna Bawab
- Patriarca Jirjis Rizqallah
- Patriarca Stefano Douayhy
- Patriarca Yaaqoub Boutros Awwad
- Patriarca Semaan Boutros Awwad
- Patriarca Youssef Boutros Estephan
- Patriarca Youhanna Boutros Helou
- Patriarca Youssef Boutros Hobaish
- Patriarca Boulos Boutros Massaad
- Patriarca Elias Boutros Hoayek
- Patriarca Antoun Boutros Arida
- Cardinale Antoine Pierre Khoraiche
- Arcivescovo Paul Fouad Naïm Tabet
- Vescovo Vincent Valentine Egwuchukwu Ezeonyia, C.S.Sp.